# U-23レスリング世界選手権
U-23レスリング世界選手権（U-23レスリングせかいせんしゅけん）は、世界レスリング連合（UWW）が主催する、大会開催年の12月31日時点で23歳以下の選手によって争われるレスリングの世界大会。第1回大会は2017年11月にポーランドのブィドゴシュチュで開催された。

## 優勝者

### 男子グレコローマン
| 1  | 2017年 | 河名真寿斗               | シュマギ・ボルカバーゼ              | ダニエル・カタラガ                    | ファティ・センギス                 | ブルハン・アクブダク            | エリック・シルバシー     | アレクサンドル・ゴロビン        | セルゲイ・セメノフ                    |                                   |                                                |
| 回 | 年     | 55kg以下級               | 60kg以下級                          | 63kg以下級                            | 67kg以下級                         | 72kg以下級                      | 77kg以下級               | 82kg以下級                      | 87kg以下級                            | 97kg以下級                        | 130kg以下級                                    |
| 2  | 2018年 | ヌグザリ・ツルツミア     | 文田健一郎                          | 遠藤功章                              | モハメド・イブラヒム・エラサイード | ジェンギズ・アルスラン          | ダニエル・カタラガ       | ゲラ・ボルクバゼ                | セメン・ノビコフ                      | アレクサンドル・ゴロビン          | ズビアディ・パタリーゼ                         |
| 3  | 2019年 | 小川翔太                 | アルメン・メリキャン                | メイサム・ダルハニ                    | モハメド・エルサイード             | モハマドレザ・ゲラエイ          | イスラム・オピエフ       | ミラド・アリルザエフ            | セメン・ノビコフ                      | アルビ・マルティン・サボライネン  | アリアクバル・ホセイン・ユソフィアーマドチャリ |
| 4  | 2021年 | マブルド・リズマノフ     | アンバル・アラヒアロフ              | レリ・アブラゼ                        | ハスラト・ジャファロフ             | イドリス・イバエフ              | レバイ・タマシュ         | アイベンゴ・リカゼ              | アレクサンドル・コマロフ              | アルトゥール・サルグシャン        | アミン・ミルザザデフ                           |
| 5  | 2022年 | ポウヤ・ダドマルズ       | ケレム・カマル                      | イマン・モハマディ                    | セイエド・ダニアル・ソフラビ       | グルバン・グルバノフ            | マルハス・アモヤン       | エザウセ・ムクブ                | タカチ・イストバン                    | アレクス・セーケ                  | ファティフ・ボズクルト                         |
| 6  | 2023年 | ゲオルギー・トハーゼ     | 中立選手(AIN)アンバル・アラヒアロフ | 中立選手(AIN)ラフマン・タブムルザエフ | スルタン・アセトゥリ               | 中立選手(AIN)ドミトリ・アダモフ | アレクサンドリン・グチュ | 中立選手(AIN)アウエス・ゴニボフ | 中立選手(AIN)マゴメド・ムルタザリエフ | 中立選手(AIN)パベル・フリンチュク | ハムザ・バキル                                 |
| 7  | 2024年 | アリ・アーマディ・バファ | アリシェル・ガニエフ                | ビタリ・エリオメンコ                  | ラザク・ベイシェケエフ             | ゲオルギー・チヒクバゼ          | アレクサンドリン・グチュ | モハンマド・ナグフシ            | 中立選手(AIN)アウエス・ゴニボフ       | ハイク・フロヤン                  | ファルディン・ヘダヤチ                         |

### 男子フリースタイル
| 1  | 2017年 | アンドレウ・オルテガ            | 中村倫也                        | ナチン・クーラー                      | リチャード・ルイス                  | ガジ・ナビエフ                   | アリハン・ジャブライロフ          | モジタバ・モハンマドシャフィー・ゴレイジ | ゲノ・ペトリアシビリ           |                          |                            |
| 回 | 年     | 57kg以下級                      | 61kg以下級                      | 65kg以下級                            | 70kg以下級                          | 74kg以下級                       | 79kg以下級                        | 86kg以下級                               | 92kg以下級                     | 97kg以下級               | 125kg以下級                |
| 2  | 2018年 | 長谷川敏裕                      | マゴメドラスル・イドリソフ      | 樋口黎                                | タイムラズ・サルカザノフ            | アブタンディル・ケンチャーゼ     | ニカ・ケンチャーゼ                | カムラン・ガセンプル                     | シャミル・ズバイロフ           | ギビ・マチャラシビリ     | サイード・ガミドフ         |
| 3  | 2019年 | アンドレウ・オルテガ            | ウルクベク・ジョルドシュベコフ  | トゥラン・バイラモフ                  | ミルザ・スクフルヒア                | ラザムベク・ジャマロフ           | タリエル・ガフリンダシビリ        | カムラン・ガセムプル                     | ボー・ニッカル                 | モジタバ・ゴレイジ       | アミル・ホセイン・ザレ     |
| 4  | 2021年 | アリアバス・ラザザデ            | アルセン・ハルチュニャン        | ゲオルギオス・ピリディス              | エルナザル・アクマタリエフ          | チェルメン・バリエフ             | マゴメド・マゴマエフ              | ムハンメド・アリエフ                     | オスマン・ヌルマゴメドフ       | アミル・アリ・アザルピラ | アンソニー・カシオピ       |
| 5  | 2022年 | アマン・セフラワト              | アルセン・ハルチュニャン        | バズゲン・テバニャン                  | ゲオルギー・エルバキゼ              | モハンマド・サデグ・フィルズプル | ウラジーメル・ガムクレリゼ        | 白井達也                                 | アミル・ホセイン・フィルズプル | アミル・アリ・アザルピラ | アミル・レザ・マスミ       |
| 6  | 2023年 | 中立選手(AIN)ナチン・モングシュ | 中立選手(AIN)バシル・マゴメドフ | 中立選手(AIN)イブラギム・イブラギモフ | 中立選手(AIN)イナルベク・シェリエフ | キーガン・オトゥール             | 中立選手(AIN)マゴメド・マゴマエフ | アーロン・ブルック                       | ムハメド・ギムリ               | アイザック・トルンブル   | ワイアット・ヘンドリクソン |
| 7  | 2024年 | チラグ・チッカラ                | 中立選手(AIN)バシル・マゴメドフ | 中立選手(AIN)イブラギム・イブラギモフ | マゴメド・ハニエフ                  | 高橋海大                         | メフディ・ユセフィ                | 中立選手(AIN)アルスラン・バガエフ        | アミル・ホセイン・フィルズプル | リザベク・アイトムハン   | アミル・レザ・マスミ       |

### 女子フリースタイル
| 1  | 2017年 | エビン・デミルハン   | 五十嵐未帆     | 奥野春菜             | 熊野ゆづる               | 坂野結衣           | 源平彩南         | クームバ・ラロック           | 松雪泰葉                         |                              |                       |
| 回 | 年     | 50kg以下級           | 53kg以下級     | 55kg以下級           | 57kg以下級               | 59kg以下級         | 62kg以下級       | 65kg以下級                   | 68kg以下級                       | 72kg以下級                   | 76kg以下級            |
| 2  | 2018年 | 五十嵐未帆           | 角谷萌々果     | 五十嵐彩季           | アレクサンドリア・タウン | グレイス・ブレン   | 川井友香子       | 源平彩南                     | ジュダリ・サンチェス・ロドリゲス | ブセ・トスン                 | パ・リハ              |
| 3  | 2019年 | 加賀田葵夏           | 奥野春菜       | ルオ・ラヌアン       | 南條早映                 | 田南部夢叶         | 稲垣柚香         | 榎本美鈴                     | 古市雅子                         | ミライミス・マリン・ポトリレ | パ・リハ              |
| 4  | 2021年 | エミリー・シルソン   | ルシア・エペス | アンドレーア・アナ   | アリナ・フルシナ         | アンヘリナ・リサク | アナ・ゴディネズ | アナスタシア・ラブレンチュク | クンバ・ラローク                 | アナスタシア・アルペエワ     | アイペリ・メデトキジ  |
| 5  | 2022年 | 須崎優衣             | 奥野春菜       | 清岡もえ             | 南條早映                 | 德原姫花           | 尾﨑野乃香       | 森川美和                     | ネスリン・バシ                   | アミト・エラー               | タチアナ・レンテリア  |
| 6  | 2023年 | 伊藤海               | 大野真子       | 今井佑海             | 屶網さら                 | ソロミア・ビニク   | 稲垣柚香         | イリナ・リンガチ             | ネスリン・バシ                   | アミト・エラー               | UWWレーティカ・フーダ |
| 7  | 2024年 | セイゲ・モルティマー | 坂本由宇       | ジョナ・マルムグレン | ジャラ・アリエワ         | ソロミア・ビニク   | イリナ・ボンダル | イリナ・リンガチ             | 石井亜海                         | キリー・ウェルカー           | エレーナ・マコエド    |

### 国別団体戦優勝国
| 年   | グレコローマン | 男子フリースタイル | 女子フリースタイル |
| ---- | -------------- | ------------------ | ------------------ |
| 2017 | ジョージア     | ロシア             | 日本               |
| 2018 | ジョージア     | ロシア             | 日本               |
| 2019 | イラン         | ロシア             | 日本               |
| 2021 | ロシア         | ロシア             | ウクライナ         |
| 2022 | イラン         | ジョージア         | 日本               |
| 2023 | トルコ         | アメリカ合衆国     | 日本               |
| 2024 | イラン         | イラン             | アメリカ合衆国     |

## 国別獲得メダル数
| 順位               | 国/地域                    | 金  | 銀  | 銅  | 計  |
| ------------------ | -------------------------- | --- | --- | --- | --- |
| 1                  | 日本 (JPN)                 | 41  | 14  | 24  | 79  |
| 2                  | イラン (IRI)               | 23  | 9   | 35  | 67  |
| 3                  | ロシア (RUS)               | 18  | 23  | 25  | 66  |
| 4                  | ジョージア (GEO)           | 16  | 12  | 20  | 48  |
| –                  | 中立選手(AIN)              | 16  | 9   | 19  | 44  |
| 5                  | アメリカ合衆国 (USA)       | 13  | 14  | 14  | 41  |
| 6                  | トルコ (TUR)               | 11  | 11  | 33  | 55  |
| 7                  | ウクライナ (UKR)           | 8   | 10  | 42  | 60  |
| 8                  | アゼルバイジャン (AZE)     | 7   | 19  | 25  | 51  |
| 9                  | モルドバ (MDA)             | 7   | 8   | 11  | 26  |
| 10                 | アルメニア (ARM)           | 6   | 5   | 10  | 21  |
| 11                 | キルギス (KGZ)             | 4   | 5   | 9   | 18  |
| 12                 | ハンガリー (HUN)           | 4   | 3   | 7   | 14  |
| 13                 | キューバ (CUB)             | 4   | 1   | 3   | 8   |
| 14                 | 中華人民共和国 (CHN)       | 3   | 7   | 8   | 18  |
| 15                 | インド (IND)               | 2   | 10  | 14  | 26  |
| 16                 | カザフスタン (KAZ)         | 2   | 6   | 17  | 25  |
| 17                 | カナダ (CAN)               | 2   | 4   | 5   | 11  |
| 18                 | フランス (FRA)             | 2   | 2   | 2   | 6   |
| 19                 | エジプト (EGY)             | 2   | 0   | 3   | 5   |
| 20                 | ノルウェー (NOR)           | 2   | 0   | 0   | 2   |
| 21                 | ルーマニア (ROU)           | 1   | 3   | 9   | 13  |
| 22                 | ポーランド (POL)           | 1   | 3   | 7   | 11  |
| 23                 | 世界レスリング連合(UWW)    | 1   | 2   | 6   | 9   |
| 24                 | ドイツ (GER)               | 1   | 1   | 10  | 12  |
| 25                 | フィンランド (FIN)         | 1   | 1   | 2   | 4   |
| 26                 | ギリシャ (GRE)             | 1   | 1   | 1   | 3   |
| 27                 | エクアドル (ECU)           | 1   | 1   | 0   | 2   |
| 27                 | コロンビア (COL)           | 1   | 1   | 0   | 2   |
| 27                 | スロバキア (SVK)           | 1   | 1   | 0   | 2   |
| 30                 | スウェーデン (SWE)         | 1   | 0   | 5   | 6   |
| 31                 | ウズベキスタン (UZB)       | 1   | 0   | 0   | 1   |
| 32                 | クロアチア (CRO)           | 0   | 5   | 1   | 6   |
| 33                 | ベラルーシ (BLR)           | 0   | 4   | 7   | 11  |
| 34                 | モンゴル (MGL)             | 0   | 2   | 13  | 15  |
| 35                 | ブルガリア (BUL)           | 0   | 2   | 1   | 3   |
| 36                 | オランダ (NED)             | 0   | 1   | 1   | 2   |
| 36                 | オーストリア (AUT)         | 0   | 1   | 1   | 2   |
| 38                 | スイス (SUI)               | 0   | 1   | 0   | 1   |
| 38                 | デンマーク (DEN)           | 0   | 1   | 0   | 1   |
| 38                 | メキシコ (MEX)             | 0   | 1   | 0   | 1   |
| 41                 | イタリア (ITA)             | 0   | 0   | 3   | 3   |
| 41                 | リトアニア (LTU)           | 0   | 0   | 3   | 3   |
| 43                 | イスラエル (ISR)           | 0   | 0   | 2   | 2   |
| 43                 | ナイジェリア (NGR)         | 0   | 0   | 2   | 2   |
| 43                 | ラトビア (LAT)             | 0   | 0   | 2   | 2   |
| 46                 | セルビア (SRB)             | 0   | 0   | 1   | 1   |
| 46                 | チェコ (CZE)               | 0   | 0   | 1   | 1   |
| 46                 | チャイニーズタイペイ (TPE) | 0   | 0   | 1   | 1   |
| 46                 | チュニジア (TUN)           | 0   | 0   | 1   | 1   |
| 46                 | トルクメニスタン (TKM)     | 0   | 0   | 1   | 1   |
| 46                 | ベネズエラ (VEN)           | 0   | 0   | 1   | 1   |
| 計 (国/地域数: 51) | 計 (国/地域数: 51)         | 204 | 204 | 408 | 816 |

## 開催地
| 回    | 期間   | 開催国・地域/都市            |
| ----- | ------ | ---------------------------- |
| 第1回 | 2017年 | ポーランド・ブィドゴシュチュ |
| 第2回 | 2018年 | ルーマニア・ブカレスト       |
| 第3回 | 2019年 | ハンガリー・ブダペスト       |
| 第4回 | 2021年 | セルビア・ベオグラード       |
| 第5回 | 2022年 | スペイン・ポンテベドラ       |
| 第6回 | 2023年 | アルバニア・ティラナ         |
| 第7回 | 2024年 | アルバニア・ティラナ         |

(出典)。

## トラブル
- 2017年大会の86kg級初戦でイランのアリレザ・カリミ・マシアニがロシアのアリハン・ジャブライロフと対戦して3－2でリードしていたものの、この試合に勝つと次戦でイスラエルのウリ・カラシニコフと対戦することが判明したために、コーチがタイムを取ってマシアニを呼び寄せてわざと負けろとの指示を与えると、マシアニはなす術なくポイントを取られ続けて3－14でテクニカルフォール負けした。結果、この階級ではジャブライロフが優勝、カラシニコフが3位になった。なお、マシアニは2013年にも類似の行動を取ったという。イランレスリング連盟はマシアニを英雄と賞賛した[3][4]。一方、この件に関してUWWは調査に乗り出した[5]。2018年2月にUWWはマシアニに6ヶ月、コーチのハミドレザ・ジャムシディに2年間の出場停止処分を科した。イランレスリング連盟はこの決定に抗議するとともに、イスラエルとの対戦を拒む姿勢に変更を加えるつもりはないと警告した[6][7]。

- 2023年の今大会は当初フィンランドのタンペレで開催予定だったが、ロシアによるウクライナへの軍事侵攻を理由にフィンランドがロシアとその協力者であるベラルーシの選手に対してビザ発給を拒否したため、開催地がアルバニアのティラナに変更された。各種言動を調査した上で、軍や政府機関と関わり合いを持たず、戦争を支持していないと判断されたロシアとベラルーシの選手は、中立の立場(AIN)で参加することになった。一方でアルバニアは、2022年9月に政府関連施設への大規模なサイバー攻撃にイランが関与していたと断定してイランと国交を断絶していたため、今大会に参加予定だったイラン選手団へのビザ発給を拒む事態となった[8][9][10]。また、UWWはインドレスリング連盟(WFI)の元会長によるセクハラ行為を巡る混乱で、定められた期間内に会長選挙が実施されなかったことを理由に、WFIに対して暫定的な資格停止処分を科した。そのため、インドの選手は今大会にUWW名義で出場することになり、国旗や国歌を使用できない[11][12]。